# Wheaten Lynx
Wheaten Lynx (även Luchs, Luxkaninchen, Lynx) är en kaninras från Tyskland. Rasen uppkom cirka år 1920 och används inom köttindustrin. Wheaten Lynx är blå med en brunröd skuggning. Den väger mellan 2,5 och 3,2 kg. Huvudet är kort, och öronen är upprättstående. Pälsen är tät och 2,54 cm lång.